# Amdusias
Amdusias ili Amdukias predstavlja šezdeset i sedmog duha Goecije koji vlada nad dvadeset i devet legija duhova. Velik je i snažan vojvoda. Prikazuje se najprije u liku jednoroga, a prema okultnoj tradiciji, može poprimiti ljudski lik, ako ga se prizove uz pomoć truba i sličnih puhačkih instrumenata. Vlada i nad drvećem te može učiniti da se ono savija po čarobnjakovoj volji. Daje izvanredne familijare.
U djelu Pseudomonarchia Daemonum (1583.) Johanna Weyera (1515. – 1588.) nabraja se kao pedeset i treći demon kojeg se opisuje kao moćnog kneza u paklu koji vlada nad dvadeset i devet legija.
U djelu Dictionnaire Infernal Collina de Plancyja (1793. – 1881.), Amdusias je veliki knez demona koji zapovijeda nad dvadeset i devet legija. Može narediti stablima da se podvinu i može izvesti glazbeni koncert kod kojeg se čuju zvukovi glazbala, ali ih se ne može vidjeti.